# Aubin (Aveyron)
Aubin é uma comuna francesa na região administrativa de Occitânia, no departamento de Aveyron. Estende-se por uma área de 27,23 km². Em 2010 a comuna tinha 3 870 habitantes (densidade: 142,1 hab./km²).